# Abandoibarra

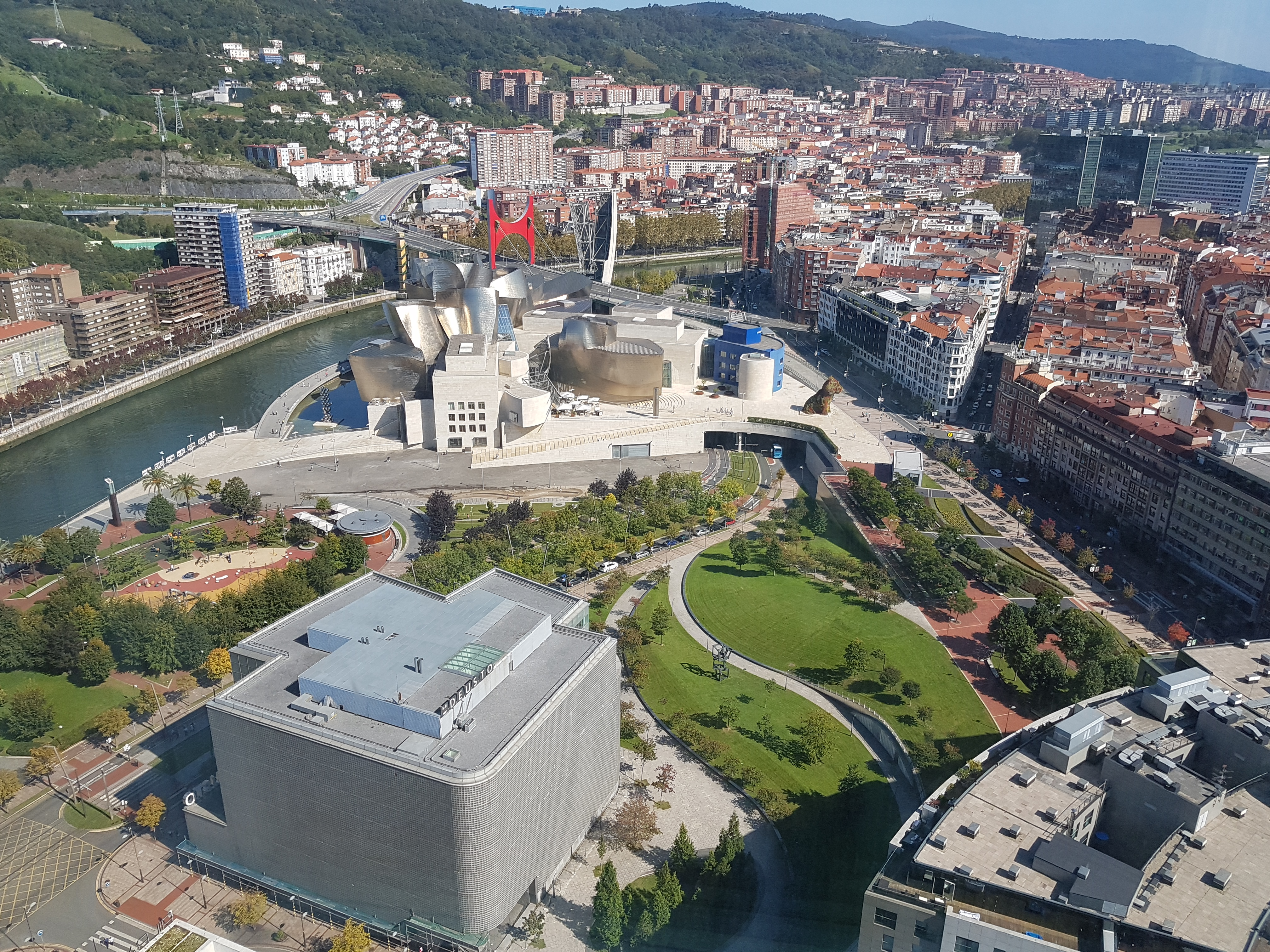
Abandoibarra vista dalla Torre Iberdrola

Abandoibarra (dal basco Abando e ibar, "valle di Abando") è un'area della città di Bilbao situata vicino all'estuario nel quartiere di Abando. Dopo il processo di deindustrializzazione vissuto dalla città a partire dalla metà degli anni '90, Abandoibarra divenne l'asse centrale della rigenerazione urbana della città.

## Storia
Abandoibarra è inizialmente sorta come zona industriale di Bilbao, con la presenza di industrie e cantieri navali, fra i quali i cantieri dell'impresa Euskalduna occupavano la maggior parte della zona. Era inoltre sede di officine e magazzini dell'impresia ferroviaria Renfe, dove venivano stipati i container destinati al porto della città. Con la crisi industriale, l'attività di Abandoibarra stava diminuendo fino a fermarsi completamente.
Come previsto, l'area di Abandoibarra è stata molto degradata a causa degli usi industriali che hanno caratterizzato questa parte di Bilbao per molti anni. Da allora, ha iniziato a essere riabilitato e ora tutti gli spazi sono stati rinnovati rendendo Abandoibarra un servizio e una zona di svago.
Gran parte del lavoro in Abandoibarra è stato effettuato dalla società Bilbao Ría 2000 , che in diverse fasi ha rinnovato l'intera area, dando vita ad un nuovo Abandoibarra, un simbolo della trasformazione di Bilbao oggi.
Pertanto, le azioni più importanti di questa trasformazione sono state l'espansione del parco Doña Casilda , l'apertura del viale Abandoibarra , la via Lehendakari Leizaola , la passeggiata Eduardo Victoria de Lecea , la via Ramón Rubial e il viale delle università , la costruzione delle scale e ascensore Abandoibarra / Puente de Deusto , l'apertura del tram Bilbao , il parco Ribera, la passerella Pedro Arrupe e il Paseo de la Memoria 
L'area è ora una delle zone più turistiche di Bilbao.